# المحمودية (أسيوط)
قرية المحمودية هي إحدى القرى التابعة لمركز ديروط في محافظة أسيوط في جمهورية مصر العربية. حسب إحصاءات سنة 2006، بلغ إجمالي السكان في المحمودية 6316 نسمة، منهم 3222 رجل و3094 امرأة.